# Poblado de Alfonso XIII
Alfonso XIII (u oficialmente Poblado de Alfonso XIII) es una localidad y pedanía española perteneciente al municipio de Isla Mayor, en la provincia de Sevilla, comunidad autónoma de Andalucía. Está situada en la parte suroccidental de la comarca Metropolitana de Sevilla. Cerca de esta localidad se encuentran los núcleos de Isla Mayor capital y Las Colinas.
La pedanía se encuentra en terrenos pertenecientes a las Marismas del Bajo Guadalquivir, y parte de estos se incluyen en el ámbito del Parque Natural del Entorno de Doñana.

## Historia
El núcleo principal está situado cerca de la desembocadura del Guadalquivir, dentro de la Isla Mayor, que en la antigüedad estuvo ocupada por el Lacus Ligustinus. Los continuos arrastres de materiales del río y las mareas fueron formando una isla fangosa en la desembocadura, al tiempo que se iba conformando la marisma. El núcleo urbano se halla completamente rodeado de canales y de zonas destinadas al cultivo del arroz.
En 1253 Alfonso X el Sabio concede la Isla Mayor al Concejo de Sevilla y en 1272 a los moradores de La Guardia (la actual Puebla del Río), volviendo posteriormente a su primitivo poseedor. Desde hace algunos siglos estas tierras de marismas han sido aprovechadas para la explotación ganadera por los habitantes de las poblaciones circundantes. Poco a poco los pastores fueron construyéndose pequeños refugios ("hatos"), originando un poblamiento disperso en la Isla. En el siglo XIX es comprada por el Marqués de Casa Riera. Aunque llega al siglo XX casi virgen, la ocupación agraria de la marisma se realiza rápidamente. En 1926, la Sociedad de las Islas del Guadalquivir (de capital inglés y suizo) compra las tierras al marqués e inicia su proceso de transformación con las primeras plantaciones de arroz. A partir de 1937, Rafael Beca Mateos, por encargo del General Queipo de Llano, le da un nuevo impulso al cultivo marismeño. En ese momento, el Poblado de Alfonso XIII va centrando el poblamiento disperso de la Isla. Para completar la colonización de la marisma, se instalan, cinco kilómetros al sudoeste de dicho poblado, un economato y una cantina, que abastecen a los jornaleros de los arrozales. Así nace lo que todavía se conoce popularmente como El Puntal.
En un principio, el poblamiento es estacional, coincidiendo con la campaña arrocera, para luego hacerse más estable. En 1956 se instala una fábrica de papel en lo que pasa a denominarse Villafranco del Guadalquivir (en honor al dictador Francisco Franco), que se independiza de Puebla del Río en 1994. El nombre fue cambiado por votación popular pasando a denominarse como en la actualidad, Isla Mayor, desde el año 2000.
Alfonso XIII presenta la típica morfología de los poblados de colonización, con un predominio de las calles de trazado regular.

## Demografía
Según el Instituto Nacional de Estadística de España, en el año 2023 Alfonso XIII contaba con 394 habitantes censados.

## Cultura

### Monumentos
Entre sus edificaciones de interés histórico artístico destaca la Iglesia de Nuestra Señora del Carmen. El rey Alfonso XIII, el 3 de mayo de 1928, colocó la primerra piedra de esta iglesia, que es de gran importancia, no sólo histórica sino también social, ya que la construcción de la misma supuso, en gran medida, la unión y vertebración de un pueblo y unos habitantes, que dadas sus características de colonizado y colonizadores, aparecía desmembrado e invertebrado hasta entonces. Queda, de este modo, justificada la importancia histórica y social, a pesar de su cercanía en el tiempo, que la Iglesia de Nuestra Señora del Carmen tiene para Alfonso XIII e Isla Mayor.
La torre campanario es de base cuadrada y tiene 18 metros de altura total. Está formada por un primer cuerpo que contiene la escalera de acceso al campanario, de 9 metros de altura; este primer cuerpo tiene una gran similitud con el de la Giralda de Sevilla, al estar construido en fábrica de ladrillo, posteriormente revestida, y tener dos torres concéntricas, interior y exterior, entre las cuales corre la rampa de acceso al campanario. Está revestida exteriormente de mortero bastardo a partir del zócalo, a nivel de acerado y ejecutado con una tirolesa en color gris, pintada en color blanco a cal. 
Esta iglesia parroquial resulta ser el edificio más emblemático de este poblado, perteneciendo en la actualidad al Arzobispado de Sevilla. Se terminó de construir esta iglesia en el año 1.944 y sirvió durante la Segunda República de almacén de granos. Su estado de conservación es bueno, exceptuando la Torre de la misma, y no tiene un horario concreto de visitas.

### Fiestas
La feria más antigua de España se celebra la semana del 15 de julio en Alfonso XIII. Comienza el jueves con el pescaíto y la prueba del alumbrado, el sábado de feria es la fiesta de la espuma el domingo la feria se cierra con la procesión de la patrona de Alfonso XIII, la Virgen del Carmen, un castillo de fuegos artificiales y la corrida de dos toros de fuego. Lleva 177 años aproximadamente celebrándose y sacando a la patrona en julio. Cada año esta feria acoge a unos 5.200 turistas y visitantes para conocer la feria más antigua de España. La feria es como otra cualquiera de la provincia de Sevilla, con sus casetas, puestos, atracciones, y sus alumbrados.

## Gastronomía
En el corazón de la marisma, junto al Parque Natural de Doñana y a pocos kilómetros de Sevilla se encuentra el Restaurante Estero. Un punto de referencia para la gastronomía de la zona y el lugar donde los productos de la tierra se transforman en arte para el paladar. Y es que la marisma no solo es bella para la vista, también tiene sabores que satisfacen al más exquisito de los paladares. El Camarón, el arroz, el cangrejo, la angula, la anguila y los pescados de nuestros Esteros, como la dorada la lubina y el mujol, toman forma de especialidad en la cocina del Restaurante Estero, que pone en todas sus platos y tapas la esencia de la tierra donde se ubica. Después de más de dieciséis años ofreciendo orgulloso los productos del entorno de Isla Mayor, el Restaurante Estero es reconocido en la provincia como el estandarte de la cocina marismeña, por gusto y por tradición.

## Deportes
El deporte rey en el poblado de Alfonso XIII es el fútbol. El equipo más importante de la pedanía es el U.D. Alfonso XIII que disputa cada año el gran trofeo de fútbol de Alfonso ante equipos de la zona como Cantarrana, San José, Pub Mora, Blanca Paloma, Warriors y otros.
En el poblado hay un estadio de fútbol, el Estadio Municipal de Alfonso XIII. También tiene campos de futbito y baloncesto.